# Wouter van der Ent
Wouter van der Ent (Rotterdam, 23 juni 1987) is een Nederlandse figurant. Sinds 1999 speelt Van der Ent rollen in diverse Nederlandse series. 
In 2013 speelde hij in Overspel een aflevering als 'Squatter'. In tien afleveringen van Goede tijden, slechte tijden speelde hij de rol van agent Verhoeven in tien afleveringen, In 2014 was hij te zien in twee afleveringen van Achter gesloten deuren, in de rol van Marcel. In datzelfde jaar speelde hij de rol van een bewaarder in de nieuwe gevangenisserie Celblok H, waarin hij in zes afleveringen te zien was.